# Patinação artística nos Jogos Olímpicos de Inverno de 2006 - Dança no gelo
A competição de dança no gelo da patinação artística nos Jogos Olímpicos de Inverno de 2006 foi disputado entre 24 duplas.

## Medalhistas
| Ouro   | RUS Tatiana Navka / Roman Kostomarov  |
| Prata  | USA Tanith Belbin / Benjamin Agosto   |
| Bronze | UKR Elena Grushina / Ruslan Goncharov |

## Resultados
| #  | Dupla                                   | País               | Pontos | CD | OD | FD |
| -- | --------------------------------------- | ------------------ | ------ | -- | -- | -- |
|    | Tatiana Navka / Roman Kostomarov        | RUS Rússia         | 200.64 | 2  | 1  | 1  |
|    | Tanith Belbin / Benjamin Agosto         | USA Estados Unidos | 196.06 | 6  | 2  | 4  |
|    | Elena Grushina / Ruslan Goncharov       | UKR Ucrânia        | 195.85 | 5  | 3  | 3  |
| 4  | Isabelle Delobel / Olivier Schoenfelder | FRA França         | 194.28 | 7  | 4  | 2  |
| 5  | Albena Denkova / Maxim Staviski         | BUL Bulgária       | 189.53 | 3  | 5  | 5  |
| 6  | Barbara Fusar Poli / Maurizio Margaglio | ITA Itália         | 183.46 | 1  | 10 | 8  |
| 7  | Margarita Drobiazko / Povilas Vanagas   | LTU Lituânia       | 183.21 | 8  | 8  | 6  |
| 8  | Galit Chait / Sergei Sakhnovski         | ISR Israel         | 181.16 | 13 | 6  | 7  |
| 9  | Oksana Domnina / Maxim Shabalin         | RUS Rússia         | 173.76 | 9  | 9  | 9  |
| 10 | Sinead Kerr / John Kerr                 | GBR Grã-Bretanha   | 167.43 | 11 | 11 | 13 |
| 11 | Megan Wing / Aaron Lowe                 | CAN Canadá         | 166.40 | 12 | 12 | 12 |
| 12 | Jana Khokhlova / Sergei Novitski        | RUS Rússia         | 164.48 | 14 | 13 | 11 |
| 13 | Federica Faiella / Massimo Scali        | ITA Itália         | 164.37 | 10 | 21 | 10 |
| 14 | Melissa Gregory / Denis Petukhov        | USA Estados Unidos | 159.15 | 15 | 14 | 14 |
| 15 | Nozomi Watanabe / Akiyuki Kido          | JPN Japão          | 153.41 | 17 | 15 | 15 |
| 16 | Jamie Silverstein / Ryan O'Meara        | USA Estados Unidos | 150.40 | 18 | 16 | 18 |
| 17 | Nora Hoffmann / Attila Elek             | HUN Hungria        | 149.47 | 19 | 18 | 16 |
| 18 | Nathalie Pechalat / Fabian Bourzat      | FRA França         | 149.31 | 16 | 17 | 19 |
| 19 | Kristin Fraser / Igor Lukanin           | AZE Azerbaijão     | 148.24 | 20 | 19 | 17 |
| 20 | Anastasia Grebenkina / Vazgen Azrojan   | ARM Armênia        | 137.99 | 22 | 20 | 21 |
| 21 | Alexandra Kauc / Michal Zych            | POL Polônia        | 136.60 | 21 | 22 | 22 |
| 22 | Alexandra Zaretski / Roman Zaretski     | ISR Israel         | 135.80 | 24 | 23 | 20 |
| 23 | Julia Golovina / Oleg Voiko             | UKR Ucrânia        | 128.49 | 23 | 24 | 23 |
| WD | Marie-France Dubreuil / Patrice Lauzon  | CAN Canadá         | 91.80  | 4  | 7  |    |

Legenda
| Recorde mundial      | Recorde mundial (World record)               |                       | Recorde africano                      | Recorde africano (African) |                                           | Q | Classificado por posição (Qualified) |
| Recorde olímpico     | Recorde olímpico (Olympic record)            | Recorde da América    | Recorde da América (Americas)         | q                          | Classificado por melhor tempo (Qualified) |   |                                      |
| Melhor marca do ano  | Melhor marca do ano (World leading)          | Recorde asiático      | Recorde asiático (Asian)              | DNS                        | Não largou (Did not start)                |   |                                      |
| Recorde nacional     | Recorde nacional (National record)           | Recorde europeu       | Recorde europeu (European)            | DNF                        | Não terminou (Did not finish)             |   |                                      |
| Recorde pessoal      | Recorde pessoal do atleta (Personal best)    | Recorde da Oceania    | Recorde da Oceania (Oceania)          | DSQ / DQ                   | Desclassificado (Disqualified)            |   |                                      |
| Recorde da temporada | Recorde da temporada do atleta (Season best) | Recorde sul-americano | Recorde sul-americano (South America) | NM                         | Sem marca (No mark)                       |   |                                      |